# Giovanni Battista de Rossi (Archäologe)

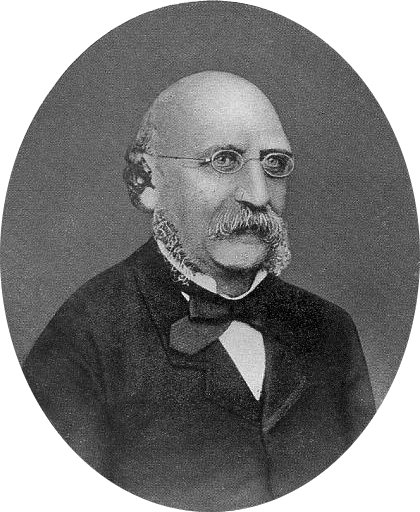
Giovanni Battista de Rossi
aus Alfred Gudeman: Imagines Philologorum (1910)

Giovanni Battista de Rossi, (auch Gian Battista de Rossi), (* 23. Februar 1822 in Rom; † 20. September 1894 in Castel Gandolfo) war ein italienischer Christlicher Archäologe und Epigraphiker. Er gilt als Begründer der wissenschaftlichen Christlichen Archäologie und der frühchristlichen Epigraphik.
De Rossi studierte in Rom Jura und veröffentlichte seine ersten archäologischen Arbeiten in einigen Zeitschriften. Er behandelte zunächst vornehmlich die frühchristlichen Inschriften und wurde dann unter Anleitung seines Lehrers und Vorbilds Giuseppe Marchi zum Pionier der Erforschung der römischen Katakomben. Ab etwa 1850 entdeckte er 27 Katakomben, darunter die Calixtus-Katakombe.
1847 wandte sich der Historiker Theodor Mommsen in einem Brief an de Rossi und bat ihn um seine Unterstützung bei dem monumentalen Werk Corpus Inscriptionum Latinarum der Preußischen Akademie der Wissenschaften. Aus dieser Zusammenarbeit entwickelte sich eine intensive freundschaftliche Beziehung.
1847 wurde er Mitglied der Pontificia Accademia Romana di Archeologia, 1853 wurde er korrespondierendes, 1851 ordentliches Mitglied der Preußischen Akademie der Wissenschaften. Die Académie royale des Sciences, des Lettres et des Beaux-Arts de Belgique nahm ihn 1855 als assoziiertes Mitglied (Élu associé) auf. 1867 wurde er auswärtiges Mitglied der Bayerischen Akademie der Wissenschaften und 1877 der Königlich Niederländischen Akademie der Wissenschaften, 1886 erhielt er den Orden Pour le Mérite. 1891 wurde er korrespondierendes und 1892 Ehrenmitglied der Akademie der Wissenschaften in Sankt Petersburg.
Die Ergebnisse seiner Forschungen hat er in zahlreichen Werken veröffentlicht, unter anderem im Bulletino di Archeologia cristiana, das er ab 1863 selbst herausgab.

## Werke (Auswahl)
- Inscriptiones christianae Urbis Romae septimo saeculo antiquiores (Bd. I, Rom 1861; Bd. II Rom 1888).
- La Roma Sotterranea Cristiana (Bd. I Rom 1864; Bd. II Rom 1867; Bd. III Rom 1877).
- Mosaici delle chiese di Roma anteriori al secolo XV (Rom 1872–87).

## Würdigungen
- Albo dei sottoscrittori per la medaglia d’oro in onore del commendatore Gio. Batt. de Rossi: e relazione della solennità nel presentarla in Laterano ... 1882. Rom 1882 (mit Schriftenverzeichnis)
- Albo dei sottoscrittori pel busto marmoreo del Comm. G. B. de Rossi e relazione dell’inaugurazione fattane ... 1892: sopra il Cimitero di Callisto per festeggiare il sessantesimo anno del principe della sacra archeologia. Rom, Cuggiani 1892.
- Paul Maria Baumgarten: Giovanni Battista de Rossi der Begründer der christlich-archäologischen Wissenschaft: eine biographische Skizze. Köln, Bachem 1892.
- Paul Maria Baumgarten: Giovanni Battista de Rossi. In: The Catholic Encyclopedia New York 1908.
- Antonio Baruffa: Giovanni Battista DeRossi: l’archeologo esploratore delle Catacombe. Città del Vaticano, Libreria Editrice Vaticana 1994. ISBN 88-209-2010-7
- Pontificia Commissione de Archeologia Sacra: Giovanni Battista De Rossi e le catacombe Romane. Città del Vaticano 1994.